# Sci di fondo agli XI Giochi olimpici invernali - Staffetta femminile
La competizione della staffetta femminile 3x5 km di sci di fondo agli XI Giochi olimpici invernali si è svolta il 12 febbraio; il percorso aveva partenza e arrivo nel stadio Makomanai e presero parte alla competizione 11 squadre nazionali.

## Classifica Finale
| Pos.    | Nazione          | Atleti                | Tempi Individuali | Tempo Totale |
| ------- | ---------------- | --------------------- | ----------------- | ------------ |
| Oro     | Unione Sovietica | Ljubov' Muchačëva     | 16'49"20          | 48'16"15     |
| Oro     | Unione Sovietica | Alevtina Oljunina     | 16'30"91          | 48'16"15     |
| Oro     | Unione Sovietica | Galina Kulakova       | 15'26"04          | 48'16"15     |
| Argento | Finlandia        | Helena Takalo         | 17'04"93          | 49'19"37     |
| Argento | Finlandia        | Hilkka Kuntola        | 16'41"67          | 49'19"37     |
| Argento | Finlandia        | Marjatta Kajosmaa     | 15'32"77          | 49'19"37     |
| Bronzo  | Norvegia         | Inger Aufles          | 17'36"75          | 49'51"49     |
| Bronzo  | Norvegia         | Aslaug Dahl           | 16'34"87          | 49'51"49     |
| Bronzo  | Norvegia         | Berit Mørdre Lammedal | 15'39"87          | 49'51"49     |
| 4       | Germania Ovest   | Monika Mrklas         | 17'40"22          | 50'25"61     |
| 4       | Germania Ovest   | Ingrid Rothfuß        | 17'06"50          | 50'25"61     |
| 4       | Germania Ovest   | Michaela Endler       | 15'38"89          | 50'25"61     |
| 5       | Germania Est     | Gabi Haupt            | 17'37"32          | 50'28"45     |
| 5       | Germania Est     | Renate Fischer        | 16'49"56          | 50'28"45     |
| 5       | Germania Est     | Anni Unger            | 16'01"57          | 50'28"45     |
| 6       | Cecoslovacchia   | Alena Bartošová       | 17'35"77          | 51'16"16     |
| 6       | Cecoslovacchia   | Helena Šikolová       | 17'06"47          | 51'16"16     |
| 6       | Cecoslovacchia   | Milena Cillerová      | 16'33"92          | 51'16"16     |
| 7       | Polonia          | Anna Gębala           | 18'21"93          | 51'49"13     |
| 7       | Polonia          | Józefa Chromik        | 17'15"45          | 51'49"13     |
| 7       | Polonia          | Weronika Budny        | 16'11"75          | 51'49"13     |
| 8       | Svezia           | Meeri Bodelid         | 18'32"24          | 51'51"84     |
| 8       | Svezia           | Eva Olsson            | 17'09"91          | 51'51"84     |
| 8       | Svezia           | Birgitta Lindqvist    | 16'09"69          | 51'51"84     |
| 9       | Giappone         | Tokiko Ozeki          | 18'30"54          | 53'20"75     |
| 9       | Giappone         | Hiroko Takahashi      | 17'51"41          | 53'20"75     |
| 9       | Giappone         | Hideko Saito          | 16'58"80          | 53'20"75     |
| 10      | Canada           | Shirley Firth         | 18'39"47          | 53'37"82     |
| 10      | Canada           | Sharon Firth          | 17'37"29          | 53'37"82     |
| 10      | Canada           | Roseanne Allen        | 17'21"06          | 53'37"82     |
| 11      | Stati Uniti      | Barbara Britch        | 18'48"54          | 53'38"60     |
| 11      | Stati Uniti      | Alison Owen-Spencer   | 18'33"66          | 53'38"60     |
| 11      | Stati Uniti      | Martha Rockwell       | 16'16"40          | 53'38"60     |

### Prima frazione
| Pos. | Atleta            | Tempo    |
| ---- | ----------------- | -------- |
| 1    | Ljubov' Muchačëva | 16'49"20 |
| 2    | Helena Takalo     | 17'04"93 |
| 3    | Alena Bartošová   | 17'35"77 |
| 4    | Inger Aufles      | 17'36"75 |
| 5    | Gabi Haupt        | 17'37"32 |
| 6    | Monika Mrklas     | 17'40"22 |
| 7    | Anna Gębala       | 18'21"93 |
| 8    | Tokiko Ozeki      | 18'30"54 |
| 9    | Meeri Bodelid     | 18'32"24 |
| 10   | Shirley Firth     | 18'39"47 |
| 11   | Barbara Britch    | 18'48"54 |

### Seconda frazione
| Pos. | Atleta              | Ind.     | Tot.     |
| ---- | ------------------- | -------- | -------- |
| 1    | Alevtina Oljunina   | 16'30"91 | 33'20"11 |
| 2    | Hilkka Kuntola      | 16'41"67 | 33'46"60 |
| 3    | Aslaug Dahl         | 16'34"87 | 34'11"62 |
| 4    | Renate Fischer      | 16'49"56 | 34'26"88 |
| 5    | Helena Šikolová     | 17'06"47 | 34'42"24 |
| 6    | Ingrid Rothfuß      | 17'06"50 | 34'46"72 |
| 7    | Józefa Chromik      | 17'15"45 | 35'37"38 |
| 8    | Eva Olsson          | 17'09"91 | 35'42"15 |
| 9    | Sharon Firth        | 17'37"29 | 36'16"76 |
| 10   | Hiroko Takahashi    | 17'51"41 | 36'21"95 |
| 11   | Alison Owen-Spencer | 18'33"66 | 37'22"20 |

### Terza frazione
| Pos. | Atleta                | Individ. | Totale   |
| ---- | --------------------- | -------- | -------- |
| 1    | Galina Kulakova       | 15'26"04 | 48'16"15 |
| 2    | Marjatta Kajosmaa     | 15'32"77 | 49'19"37 |
| 3    | Berit Mørdre Lammedal | 15'39"87 | 49'51"49 |
| 4    | Michaela Endler       | 15'38"89 | 50'25"61 |
| 5    | Anni Unger            | 16'01"57 | 50'28"45 |
| 6    | Milena Cillerová      | 16'33"92 | 51'16"16 |
| 7    | Weronika Budny        | 16'11"75 | 51'49"13 |
| 8    | Birgitta Lindqvist    | 16'09"69 | 51'51"84 |
| 9    | Hideko Saito          | 16'58"80 | 53'20"75 |
| 10   | Roseanne Allen        | 17'21"06 | 53'37"82 |
| 11   | Martha Rockwell       | 16'16"40 | 53'38"60 |